# 夏萬亨
夏萬亨（？—1645年），字元禮，南直隸蘇州府崑山縣人，明朝、南明政治人物。

## 生平
夏萬亨是萬曆四十六年（1618年）戊午科應天鄉試舉人。授直隸婺源縣教諭，遷河南西華縣知縣。當地有盜寇作亂，他準備充足嚴，三年後調夏邑縣知縣。當地地小無法用兵，有搶掠城下的賊人，他就獨自開門勸諭，不聽命的，就說：「寧願殺我，都不要殺我的百姓。」盜匪都互相覺得驚奇，稱夏萬亨為好官，不殺一人離開。永城人劉超反叛，丁啟睿領軍征討，屯兵數萬人而不缺少軍用，都是他的功勞。
弘光帝即位，夏萬亨奉命迎接鄒太后，擢江西布政使，但有人說他升遷太快，改任江西按察司僉事、兵備南瑞。他最初到任時上交兵餉，得到十分之一的回佣，因此責問下屬，下屬說：「以往這些都是屬於僉事的。」他嚴肅地說：「侵吞軍用不是我的做法，尤其是現在這時間！」保寧王朱紹𬉺避兵至南昌，他的舍人橫行不法，夏萬亨拘捕該舍人並施以笞刑，王府人員來勢洶洶，提著刀刃發難，當地府民十分憤怒，即將焚毀王府，夏萬亨安撫平服府民。後來晉江西按察使、江西布政使。南京失陷，奉母親到撫州門生家暫住。當時南昌被金聲桓攻佔，其他府縣聞風潰散，他進駐建昌，奉益王朱慈𤆃起兵，在山北告捷，後來兵敗，建昌被包圍，夏萬亨拒守致使清兵無法攻下，死傷多人。保寧王朱紹𬉺開城門迎接清兵，朱慈𤆃逃走，七月初建昌失陷，夏萬亨被擒，金聲桓考慮他有才能得民心，可以藉此招撫其他地方，說：「若你跟從我，可以獲得重用。」他寫下絕命詞明志，金聲桓押解他至南昌，與江西按察司副使王養正等人一同遇害。妻子顧氏、兒子夏日省的妻子陸氏、孫子夏祥生，孫女夏瑞姐、夏催姐都先後投井而死；僕人俞忠夫婦、兒女四人，以及鄒顯、莊武、趙童、陳大郎，乳媼某，侍婢王氏、如億、金梅、來喜二十多人全部投水而死，只有夏日熙妻子張氏奉夏萬亨等人的遺骨依靠舊將郜國本，事情平定後才回家。

## 引用
1. 1 2  錢海岳《南明史·卷三十五·列傳第十一》：夏萬亨，字元禮，崑山人。萬曆四十六年舉於鄉。授婺源教諭，遷西華知縣。河南兵起，萬亨修備甚嚴。居三載，調夏邑。地小不足以用武，有鈔掠城下者，單騎開門諭之，或不聽命，則日：「寧殺我，毋殺我百姓。」寇乃相驚異，稱為好官，不殺一人而去。永城劉超畔，丁歙睿率軍討之，屯聚者且數萬，軍需器械不缺於供，萬亨力也。
2. ↑  錢海岳《南明史·卷三十五·列傳第十一》：安宗立，奉命迎太后，擢江西布政使，言者以為驟，改南瑞僉事。初至，給兵餉，贏十之一，詰之吏，吏曰：「故事為公所得。」正色曰：「侵牟軍資，豈我所為，況今何時乎！」保寧王紹𬉺避兵南昌，其舍人恣橫無狀，執而笞之，一府洶洶，露刃作難，民憤怒，將焚王府，萬亨撫定之。尋晉按察使，署布政使。南京陷，奉母至撫州，屬於門生。
3. ↑  錢海岳《南明史·卷三十五·列傳第十一》：時南昌已為金聲桓所據，列郡望風潰，萬亨乃入建昌，奉益王慈𤆃起兵，送捷界山北。保寧王紹𬉺攜貳，兵敗，城受圍。萬亨城守，清日夜攻不下，死傷多。紹𬉺開門迎清兵，慈𤆃走。七月朔，城陷被執。聲桓以其能得民，將藉以撫徇諸郡，曰：「公從我，當大任。」萬亨賦絕命詞見志。聲桓械送南昌，與王養正等同遇害。妻顧，子日省妻陸，孫祥生，孫女瑞姐、催姐，皆先赴井死。僕俞忠夫婦、兒女四人，及鄒顯、莊武、趙童、陳大郎，乳媼某，婢王、如億、金梅、來喜，水死者二十餘人。日熙妻張奉萬亨等骨依故將郜國本，事定得歸。